# Izvoru Mare
Izvoru Mare – wieś w Rumunii, w okręgu Konstanca, w gminie Peștera. W 2011 roku liczyła 665 mieszkańców.